# Ruder-Weltmeisterschaften 2004
Die Ruder-Weltmeisterschaften 2004 wurden vom 27. Juli bis 1. August 2004 auf dem See von Banyoles in Banyoles, Spanien unter dem Regelwerk des Weltruderverbandes (FISA) ausgetragen. Die 14 olympischen Bootsklassen wurden wegen der olympischen Ruderregatta 2004 in Athen nicht ausgetragen, so dass lediglich in 9 nichtolympischen Bootsklassen die Ruder-Weltmeister ermittelt wurden. Wegen des kleinen Meldefeldes wurden die Weltmeisterschaften zusammen mit denen der Junioren ausgerichtet. An dem Wettbewerb nahmen 332 Sportler in 114 Mannschaften aus 39 Nationen teil.

## Ergebnisse
Hier sind die Medaillengewinner aus den A-Finals aufgelistet. Diese waren mit sechs Booten besetzt, die sich über Vor- und Hoffnungsläufe sowie Halbfinals für das Finale qualifizieren mussten. Die Streckenlänge betrug in allen Läufen 2000 Meter.

### Männer
| Bootsklasse                                  | Gold | Gold    | Silber | Silber  | Bronze | Bronze  |
| -------------------------------------------- | --- | ------- | --- | ------- | --- | ------- |
| Leichtgewichts-Einer (LM1x)                  | Deutschland Peter Ording | 7:03,04 | Schweiz Stephan Steiner | 7:03,52 | Ukraine Olexander Serdjuk | 7:05,93 |
| Leichtgewichts-Doppelvierer (LM4x)           | Italien Franco Sancassani Alessandro Lodigiani Daniele Gilardoni Marcello Miani                                                                             | 5:58,38 | Kanada Jeff Bujas Scott Moore Matt Jensen Daniel Parsons | 5:58,57 | Deutschland Nils Budde Matthias Schömann-Finck Nils Ipsen Jens Wittwer                                                                | 6:01,43 |
| Leichtgewichts-Zweier ohne Steuermann (LM2-) | Dänemark Bo Helleberg Mads Kruse Andersen | 6:40,29 | Italien Nicola Moriconi Salvatore Di Somma | 6:40,59 | Kanada Douglas Vandor Mike Lewis | 6:44,03 |
| Zweier mit Steuermann (M2+)                  | Italien Mattia Trombetta Mario Palmisano Luigi Longobardi (Stm.)                                                                                            | 6:54,46 | Polen Marcin Wika Piotr Basta Rafał Cholewiński (Stm.) | 6:55,63 | Dänemark Gunnar Levring Morten Nielsen Jacob Neergaard (Stm.)                                                                         | 6:56,12 |
| Vierer mit Steuermann (M4+)                  | Italien Lorenzo Carboncini Stefano Introzzi Edoardo Verzotti Valerio Massimo Alessandro Speranza (Stm.)                                                     | 6:11,53 | Kanada Rob Weitemeyer Malcolm Howard Peter Dembicki Andrew Ireland Stephen Cheng (Stm.)                                                                                    | 6:11,55 | Vereinigte Staaten Andrew Brennan Paul Daniels Steven Coppola Joshua Inman Marcus McElhenney (Stm.)                                   | 6:11,97 |
| Leichtgewichts-Achter (LM8+)                 | Frankreich Franck Solforosi Damien Margat Alexis Saitta Jeremy Pouge Franck Bussiere Vincent Faucheux Nicolas Planque Fabien Tilliet Nicolas Majerus (Stm.) | 5:42,49 | Italien Santino Faggioli Luigi Scala Bruno Pasqualini Giuseppe Del Gaudio Fabrizio Gabriele Stefano De Piccoli Livio La Padula Emanuele Federici Gianluca Barattolo (Stm.) | 5:43,88 | Australien George Roberts Sam Waley Ross Brown Kaspar Hebblewhite Thomas Gibson Tom Nicholls Tim Smith Samuel Beltz Marc Douez (Stm.) | 5:46,64 |

### Frauen
| Bootsklasse                        | Gold                                                                  | Gold    | Silber                                                                                    | Silber  | Bronze                                                                          | Bronze  |
| ---------------------------------- | --------------------------------------------------------------------- | ------- | ----------------------------------------------------------------------------------------- | ------- | ------------------------------------------------------------------------------- | ------- |
| Leichtgewichts-Einer (LW1x)        | Deutschland Nina Gäßler                                               | 7:38,51 | Vereinigtes Königreich Jo Hammond                                                         | 7:40,22 | Finnland Minna Nieminen                                                         | 7:40,27 |
| Leichtgewichts-Doppelvierer (LW4x) | Volksrepublik China Yanni Wang Yanping Deng Meiyun Tan Weijuan Zhou   | 6:36,78 | Kanada Gen Meredith Sheryl Preston Shona McLaren Elizabeth Urbach                         | 6:40,86 | Vereinigte Staaten Maria Picone Mary Obidinski Julie Nichols Renee Hykel        | 6:42,56 |
| Vierer ohne Steuerfrau (W4-)       | Frankreich Marjolaine Rossit Célia Foulon Audrey Galy Marie Le Nepvou | 6:36,28 | Russland Walerija Starodubrowskaja Julija Inosemzewa Natalja Melnikowa Wera Potschitajewa | 6:38,00 | Belarus Iryna Basyleuskaja Natallia Lialina Tamara Samachwalawa Hanna Nachajewa | 6:38,07 |

## Medaillenspiegel
| Platz | Land                   | Gold | Silber | Bronze | Gesamt |
| ----- | ---------------------- | ---- | ------ | ------ | ------ |
| 1     | Italien                | 3    | 2      |        | 5      |
| 2     | Deutschland            | 2    |        | 1      | 3      |
| 3     | Frankreich             | 2    |        |        | 2      |
| 4     | Dänemark               | 1    |        | 1      | 2      |
| 5     | Volksrepublik China    | 1    |        |        | 1      |
| 6     | Kanada                 |      | 3      | 1      | 4      |
| 7     | Vereinigtes Königreich |      | 1      |        | 1      |
| 7     | Polen                  |      | 1      |        | 1      |
| 7     | Russland               |      | 1      |        | 1      |
| 7     | Schweiz                |      | 1      |        | 1      |
| 11    | Vereinigte Staaten     |      |        | 2      | 2      |
| 12    | Australien             |      |        | 1      | 1      |
| 12    | Belarus                |      |        | 1      | 1      |
| 12    | Finnland               |      |        | 1      | 1      |
| 12    | Ukraine                |      |        | 1      | 1      |
| Summe | Summe                  | 9    | 9      | 9      | 27     |